# Port lotniczy Kendari-Haluoleo
Port lotniczy Kendari-Haluoleo (IATA: KDI, ICAO: WAWW) – port lotniczy położony w Kendari, w prowincji Celebes Południowo-Wschodni, w Indonezji.